# Walter Kittel (Maueropfer)

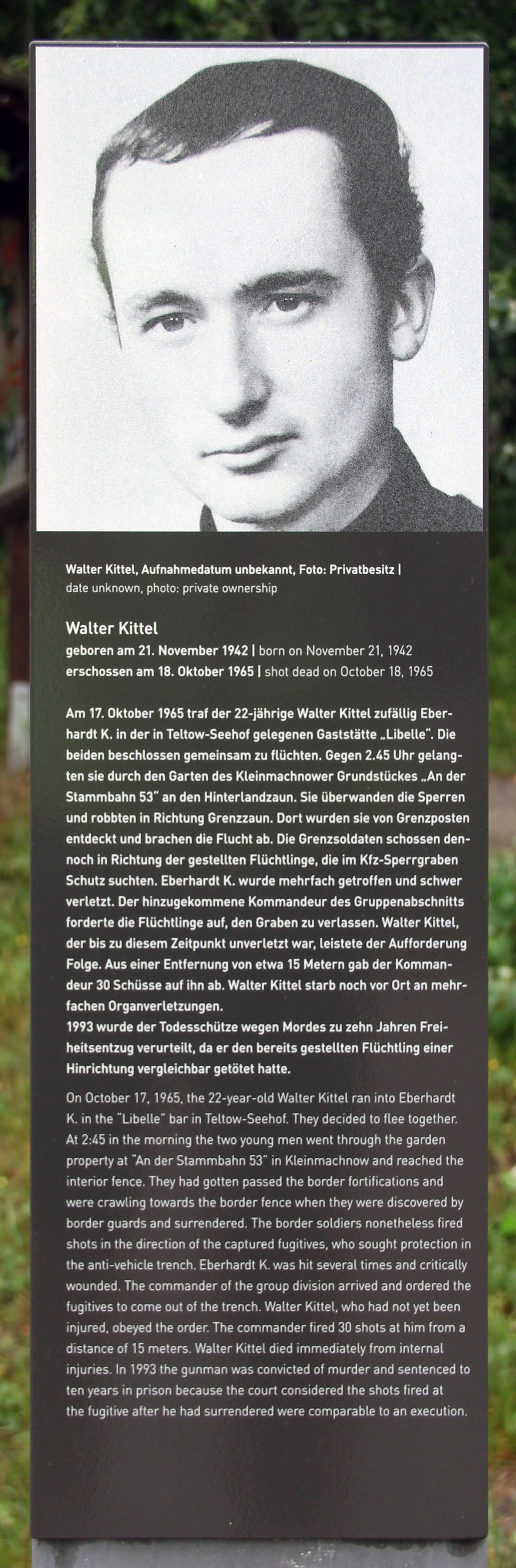
Gedenktafel, Berlepschstraße, Berlin-Zehlendorf/Karl-Marx-Straße, Kleinmachnow

Walter Kittel (* 21. November 1942 in Kölleda; † 18. Oktober 1965 in Kleinmachnow) war ein Todesopfer an der Berliner Mauer. Nach einem gescheiterten Fluchtversuch wurde er von einem Gruppenführer der Grenztruppen der DDR ermordet.

## Leben
Kittel wurde in Kölleda in Thüringen geboren und wuchs dort auf. Seine Mutter starb 1953, die zweite Ehefrau seines Vaters 1958. Im nahegelegenen Guthmannshausen begann er 1957 eine Ausbildung zum Kfz-Schlosser. 1959 zog sein Vater mit ihm und zwei Geschwistern nach Kleinmachnow. Im September 1959 flüchtete Kittel aus der DDR nach West-Berlin, kehrte aber nach drei Monaten in die DDR zurück. Er schloss 1961 seine Ausbildung ab und engagierte sich bis etwa 1964 in der Freien Deutsche Jugend (FDJ). 1964 wurde er wegen „verbrecherischer Trunkenheit und Staatsverleumdung“ zu einer Bewährungsstrafe verurteilt. Walter Kittel war Vater einer Tochter.
Am Abend des 17. Oktober 1965 traf Walter Kittel auf den ihm flüchtig bekannten Eberhardt K. in einer Gaststätte in Teltow. In ihrem Gespräch äußerten beide den Wunsch, in den Westen zu fliehen, und beschlossen später, in einem Bus Richtung Kleinmachnow sitzend, die Flucht umgehend zu probieren. Walter Kittel, der in Grenznähe wohnte, schlug eine Stelle vor, die er von Beobachtungen her kannte. Aus Kittels Wohnung holten sie Werkzeug und eine Skizze des Grenzgebiets. Sie gingen zur Straße An der Stammbahn und dort in den Garten der Nummer 53. Gegen 2.45 Uhr überwanden sie den Hinterlandzaun. Im Grenzgebiet bewegten sie sich Richtung Grenzzaun, blieben jedoch wegen eines nahenden Wachhundes stehen. Dabei wurden sie von zwei Grenzposten entdeckt, die erst eine Signalkugel abschossen und sie dann anriefen, mit erhobenen Händen zum Kolonnenweg zu gehen. Angesichts der ausweglosen Lage leisteten Walter Kittel und Eberhardt K. der Aufforderung Folge.
Zwischen den Grenzern und den Fluchtwilligen kam es zum Streit, in dessen Verlauf ein Grenzer drei Schüsse auf die Füße von Eberhardt K. abgab. Daraufhin suchten Kittel und K. im Kfz-Sperrgraben Schutz, wo sie weiter unter Beschuss genommen wurden. Zu diesem Zeitpunkt war Walter Kittel unverletzt, Eberhardt K. hingegen an Fuß, Oberarm und am Becken getroffen. Als der Kommandeur des Gruppenabschnitts dazu kam, forderte er die beiden Männer auf, aus dem Graben zu kommen. Walter Kittel kam dem nach und verließ seine Deckung. Aus einer Entfernung von 15 Metern gab der Kommandeur 30 Schüsse auf Kittel ab und schrie sinngemäß: „Ich habe mir geschworen, hier kommt keiner mehr lebend raus!“ Mehrfach in den Oberkörper getroffen, ging Walter Kittel zu Boden und starb.
In der DDR fand eine strafrechtliche Bewertung des Mordes nicht statt. Die beteiligten Grenzsoldaten wurden ausgezeichnet, der Todesschütze zum Feldwebel befördert. Der verletzte Flüchtling Eberhardt K. wurde zu einer Haftstrafe verurteilt. Die West-Berliner Behörden gingen frühzeitig von einem Tötungsdelikt an der Grenze aus und stellten noch im Oktober 1965 Strafanzeige gegen einen unbekannten Angehörigen der Grenztruppen der DDR.
Nach der deutschen Wiedervereinigung wurde der Todesschütze vom Bezirksgericht Potsdam 1992 unter Anwendung des DDR-Strafgesetzbuchs zu einer Freiheitsstrafe von sechs Jahren wegen Totschlags verurteilt. Das Strafmaß wurde 1993 im darauf folgenden Revisionsverfahren vor dem Bundesgerichtshof auf zehn Jahre erhöht und der Schuldspruch von Totschlag auf Mord geändert. Die Richter sahen das Merkmal der Heimtücke als erfüllt an. Das war die höchste rechtskräftige Strafe, die in einem Mauerschützenprozess ausgesprochen wurde. Nach bundesdeutschem Strafrecht wäre eine lebenslange Freiheitsstrafe auszusprechen gewesen – das Gericht wandte jedoch wiederum das DDR-Strafgesetzbuch an, welches für Mord eine Mindeststrafe von zehn Jahren vorsah.